# Вспомогательный класс (информатика)
Вспомогательный класс (англ. Helper Class) — метод программирования в ООП. Вспомогательный класс — термин, применяемый к классу, который используется для помощи в реализации некоторой функциональности, причем эта функциональность не является основной задачей приложения.